# Forward rate agreement
Een FRA of Forward Rate Agreement is een geldmarktderivaat. Het is een term uit de wereld van de financiële handel voor een transactie die ingezet wordt om rentekosten of renteopbrengsten te fixeren. 
In wezen komt de FRA erop neer dat twee partijen met elkaar afspreken wat een bepaald type rente over een bepaalde tijd zal zijn. Het is een instrument om de rente over toekomstige opnames of uitzettingen op een bepaald moment te fixeren. De koper profiteert van een stijging van de rente in de toekomst en lijdt een nadeel bij een daling van de rente.
Bijvoorbeeld: de twee partijen spreken af dat over vijf maanden de 6-maands Euribor op 2,25% staat. Partij 1 verwacht dat het iets hoger zal zijn, partij 2 verwacht dat het iets lager zal zijn. De FRA houdt in dat wanneer het moment daar is en de 6-maands Euribor op 2,20% staat, dat dan partij 1 aan partij 2 het verschil betaalt. Omgekeerd geldt, dat partij 2 aan partij 1 betaalt wanneer de rente hoger is dan 2,25%.
Van wezenlijk belang in de FRA is dus de renteverwachting: wat verwacht iedere partij dat de rente over x maanden doet. Hierbij moet wel duidelijk zijn wat er met "de rente" bedoeld wordt. Dit zal in het FRA contract vastgelegd zijn, meestal zullen in het Euro-gebied hiervoor de Euribor-rentes als referentierente gehanteerd worden.

## Data
Voor iedere FRA zijn een aantal data van belang:
- contractdatum 
De datum waarop het FRA-contract afgesloten is en ingaat.
- settlementdatum of vervaldag
De datum waarop de beide partijen het verschil tussen de marktrente en de in de FRA afgesproken rente bepalen. Op deze dag wordt ook de settlement uitgevoerd. Settlement in het eurogebied ligt op twee dagen vóór de begindatum.
- begindatum 
de eerste dag van de afgesproken FRA-periode
- einddatum 
de laatste dag van de FRA-periode

De periode tussen begin- en einddatum wordt de onderliggende periode genoemd. De contractlooptijd is van de contractdatum tot de settlementdatum.
Voor bijvoorbeeld een 6 tegen 9 FRA, gesloten op 15 februari, geldt dan:
```
contractdatum:      15 februari
spotdatum:          17 februari
settlementdatum:    15 augustus    (6 maanden na 15 februari)
begindatum:         17 augustus    (6 maanden na spotdatum)
einddatum:          17 november    (9 maanden na spotdatum)
```

## Naamgeving
Zoals hierboven al even aangegeven heeft de FRA een heel specifieke naamgeving. Hierboven werd de 6 tegen 9 FRA genoemd, dat is een FRA met een contractlooptijd van 6 maanden en een onderliggende periode van 3 maanden. Bij een dergelijk contract wordt de contractrente na 6 maanden vergeleken met de referentierente voor de onderliggende periode (in dit geval zal dat veelal de 3-maands Euribor zijn).